# Callejon
Callejon (span. callejón „enge Gasse“, gesprochen [ka.ʎeˈxon]) ist eine deutsche Metalcore-Band. Ihre Texte sind überwiegend deutschsprachig.

## Geschichte
Callejon wurde im Jahre 2002 gegründet. Die erste Veröffentlichung war eine selbstbetitelte Demoaufnahme im Jahr 2003. Es folgten die Chronos EP am 7. Februar 2005 und das Debütalbum Willkommen im Beerdigungscafé am 7. Juli 2006, die beide über My Favourite Toy Records aus Mainz veröffentlicht wurden. Mit Thomas Buschhausen und Thorsten Becker wurde die Besetzung bis Ende 2007 komplettiert. Am 10. Februar 2007 ging die Band mit Start in Oberhausen auf eine dreiwöchige Tour, um die LP Willkommen im Beerdigungscafé zu promoten. Im September 2007 wurde ein Vertrag bei der Edition TAKK, die an SONY/ATV Music Publishing Germany geknüpft ist, unterschrieben. Im Rahmen der Wintertour 2007 wurde die EP Fauler Zauber Dunkelherz beworben. Anschließend wurde Schlagzeuger Sven Wasel durch Bodo Stricker ersetzt.
Im Mai 2008 unterschrieb die Band einen Vertrag bei Nuclear Blast. Das 13 Songs beinhaltende Labeldebüt Zombieactionhauptquartier wurde von Eike Freese in Hamburg produziert und am 28. November 2008 veröffentlicht. Auf dem Album befindet sich der Song Porn from Spain (Wortspielbezug auf die Band Born from Pain), in dem als Gastmusiker Nico von K.I.Z rappt. Für Zombieactionhauptquartier wurde die Band von der Zeitschrift Orkus als Newcomer des Monats ausgezeichnet. In der Rezension hieß es, das Album verbinde „den Wahnwitz von die ärzte mit tonnenschwerem Metal-Groove“ und sei „ein herrlich gesetzloser Hörgenuss“. Im Zusammenhang mit diesem Album wählte die Band Zombiecore als Stilbezeichnung. Dieser Begriff bezieht sich hauptsächlich auf die Inhalte und Texte, für die sich die Band von Zombieliteratur und -filmen, aber auch der Atmosphäre eines als gruselig empfundenen Gebäudes inspirieren ließ, in dem die Band während der Aufnahmen in Hamburg untergebracht war. Bis auf eine Künstlerwohnung steht dieses Gebäude seit den 1980er-Jahren leer.
Am 26. März 2010 konnte das nächste Album Videodrom auf Myspace angehört werden. Es stieg auf Platz 31 der deutschen Albumcharts. Als Inspiration für das Album diente der Film Videodrome von David Cronenberg. Für die Aufnahmen wurde wie bei Willkommen im Beerdigungscafé und Fauler Zauber Dunkelherz auf den Produzenten Andi Vieten zurückgegriffen. Bassist Sebastian Gallinat starb am 11. August 2010 im Alter von 26 Jahren. Genauere Angaben zum Tod wurden nicht gemacht.
2010 trennte sich die Band vom bisherigen Label Nuclear Blast, ohne nähere Gründe zu nennen. Im Sommer 2011 absolvierte Callejon die „Diese Tour macht betroffen“-Tour. Während der Tour und auf verschiedenen Festivalauftritten im Jahr 2011 vertrat Christoph Koterzina (Kotsche) Thomas Buschhausen an der Gitarre. Anfang Juli 2011 nahm Christoph Koterzina den Platz von Thomas Buschhausen ein, da er aus gesundheitlichen Gründen nicht in der Lage war, seinen Part als Gitarrist weiterhin zu erfüllen. Im am 24. August 2011 erschienenen Metal-Hammer-Sonderheft zum 20-jährigen Jubiläum des Schwarzen Albums von Metallica coverten Callejon den Song Wherever I May Roam. Am 15. Juni 2012 erschien das Album „Blitzkreuz“. Es stieg auf Platz neun der deutschen Album-Charts ein und markierte damit den bis dahin erfolgreichsten Release der Gruppe.
Am 10. November 2012 brach die Gruppe ihr Konzert in der Live Music Hall in Köln-Ehrenfeld ab, nachdem Deckenteile auf Zuschauer herabgestürzt waren. Elf Personen wurden leicht verletzt. Das Konzert solle nachgeholt werden. Der Gig war Teil der „Blitzkreuz“-Tour, die an diesem Abend ihren Abschluss hätte finden sollen. Am 11. Januar 2013 veröffentlichte die Band das Coveralbum Man Spricht Deutsch unter dem Pseudonym Kallejon.
Am 1. März 2013 war die Gruppe bei On Tape auf ZDFkultur zu sehen. Dort wurde das Konzert, das die Gruppe vortags gegeben hatte, erneut ausgestrahlt. Am 25. März 2013 waren Callejon Teil der Sendung Circus HalliGalli, bei der sie im Laufe der Show diverse Kurzauftritte hatten. Die Gruppe spielte auf mehreren bekannten Festivals, darunter dem With Full Force und dem Wacken Open Air. Im Februar 2014 war die Band mit Coldrain Vorgruppe für Bullet for My Valentine auf deren Europa-Tour. Die Konzerte fanden in Luxemburg, Deutschland, Frankreich, der Niederlande, Italien, Österreich, der Schweiz, Tschechien, Polen, Schweden, Norwegen, Finnland und Russland statt. Allerdings war die Gruppe nicht in Russland und in Skandinavien zu sehen.
Mitte Januar 2015 erschien mit Wir sind Angst das Nachfolger-Album von Blitzkreuz. Im Februar und März 2015 folgte eine Deutschland-Tour mit Annisokay und Vitja, die 15 Konzerte umfasste. Auf dieser Tour zeichnete die Band ihr erstes Livealbum auf; es trägt den Titel Live in Köln und wurde am 27. November 2015 veröffentlicht. Aufgezeichnet wurde es am 6. März 2015. Im Jahr 2018 veröffentlichte Callejon Coverversionen von vier Hip-Hop-Liedern: Palmen aus Plastik (Bonez MC & RAF Camora), Von Party zu Party (SXTN), Was du Liebe nennst (Bausa) und Urlaub fürs Gehirn (K.I.Z).
Im Mai 2020 kündigte die Band ein neues Album mit dem Titel Metropolis an, welches am 28. August 2020 erschien. Inspiriert wurden das Album durch den Film Metropolis von Fritz Lang. Mit der gleichnamigen Single erschien am 29. Mai 2020 der erste Song vom kommenden Album. Regie beim zugehörigen Video führte Sänger BastiBasti.
Im Juli 2022 erschien die erste Single Tor des Todes vom Album Eternia, welches am 28. Oktober 2022 erschienen ist.
Im Mai 2024 gab die Band auf ihren Socials bekannt, dass Bernhard Horn, Christoph Koterzina und Maximilian Kotzmann die Band nach der Festivalsaison verlassen werden. Am 13. Dezember wurde die neue Besetzung enthüllt, neben Sobtzick und Becker spielen nun Schlagzeuger Daniel Pampuch und die Gitarristen Alan Kassab und Denis "Mille" Milenkovic in der Band.

## Artworks
Die Artworks und Musikvideos der Band stammen vom Callejon-Sänger Bastian „BastiBasti“ Sobtzick. Er hat auch Cover-Artworks für andere Bands und Künstler erstellt (wie Iconoclast von Heaven Shall Burn, Say Hello to Tragedy von Caliban, Rammstein, K.I.Z etc.).

## Diskografie

### Alben
| Jahr | Titel Musiklabel                                                                             | Höchstplatzierung, Gesamtwochen, AuszeichnungChartplatzierungen (Jahr, Titel, Musiklabel, Platzierungen, Wochen, Auszeichnungen, Anmerkungen) | Höchstplatzierung, Gesamtwochen, AuszeichnungChartplatzierungen (Jahr, Titel, Musiklabel, Platzierungen, Wochen, Auszeichnungen, Anmerkungen) | Höchstplatzierung, Gesamtwochen, AuszeichnungChartplatzierungen (Jahr, Titel, Musiklabel, Platzierungen, Wochen, Auszeichnungen, Anmerkungen) | Anmerkungen                             |
| Jahr | Titel Musiklabel                                                                             | DE | AT | CH | Anmerkungen                             |
| ---- | -------------------------------------------------------------------------------------------- | --- | --- | --- | --------------------------------------- |
| 2006 | Willkommen im Beerdigungscafé My Favourite Toy                                               | — | — | — | Erstveröffentlichung: 6. Juli 2006      |
| 2008 | Zombieactionhauptquartier Nuclear Blast                                                      | DE62 (1 Wo.)DE | — | — | Erstveröffentlichung: 21. November 2008 |
| 2010 | Videodrom Nuclear Blast                                                                      | DE31 (1 Wo.)DE | — | — | Erstveröffentlichung: 3. April 2010     |
| 2012 | Blitzkreuz Four Music                                                                        | DE9 (2 Wo.)DE | AT32 (1 Wo.)AT | — | Erstveröffentlichung: 16. Juni 2012     |
| 2013 | Man spricht deutsch Four Music                                                               | DE7 (3 Wo.)DE | AT61 (1 Wo.)AT | — | Erstveröffentlichung: 11. Januar 2013   |
| 2015 | Wir sind Angst Four Music                                                                    | DE5 (3 Wo.)DE | AT24 (1 Wo.)AT | — | Erstveröffentlichung: 9. Januar 2015    |
| 2017 | Fandigo People Like You Records                                                              | DE9 (1 Wo.)DE | AT27 (1 Wo.)AT | — | Erstveröffentlichung: 28. Juli 2017     |
| 2019 | Hartgeld im Club People Like You Records                                                     | DE5 (2 Wo.)DE | AT63 (1 Wo.)AT | — | Erstveröffentlichung: 4. Januar 2019    |
| 2020 | Metropolis Warner Music Germany                                                              | DE7 (2 Wo.)DE | AT19 (2 Wo.)AT | CH67 (1 Wo.)CH | Erstveröffentlichung: 28. August 2020   |
| 2021 | Retrospektive: Willkommen im Beerdigungscafé / Fauler Zauber Dunkelherz Warner Music Germany | DE30 (1 Wo.)DE | — | — | Erstveröffentlichung: 19. November 2021 |
| 2022 | Eternia Warner Music Germany                                                                 | DE9 (1 Wo.)DE | — | — | Erstveröffentlichung: 28. Oktober 2022  |

### Livealben
- 2015: Live in Köln

### Demos
- 2003: Demo 2003
- 2004: Demo 2003 (2. Auflage Still The Same...)

### EPs
- 2005: Chronos EP
- 2005: Chronos (Tour Edition 2005)
- 2007: Fauler Zauber Dunkelherz

### Singles
- 2008: Zombiefied / Porn from Spain
- 2009: Phantomschmerz
- 2010: Sommer, Liebe, Kokain
- 2012: Blitzkreuz
- 2012: Porn from Spain 2
- 2012: Kind im Nebel
- 2014: Dunkelherz
- 2017: Utopia
- 2017: Monroe
- 2017: Noch einmal
- 2017: Hölle Stufe 4
- 2018: Urlaub fürs Gehirn
- 2018: Palmen aus Plastik
- 2018: Von Party zu Party
- 2018: Was Du Liebe nennst
- 2018: Porn from Spain 3
- 2020: Metropolis
- 2020: Gottficker
- 2020: Fürchtet Euch!
- 2020: Der Wald
- 2022: Tor des Todes
- 2022: Mary Shelley
- 2022: Silver Surfer
- 2022: Sternenstaub
- 2022: Ich komme niemals an
- 2022: Eternia